# USS Oakland (CL-95)
USS Oakland (CL-95) byl americký lehký křižník třídy Atlanta, který za druhé světové války bojoval v řadách United States Navy na pacifickém bojišti.
Oakland tvořil společně se sesterskými plavidly Reno, Flint a Tucson druhou dokončenou skupinou plavidel této třídy. Od prvních čtyř lodí třídy Atlanta se tato plavidla lišila především snížením počtu dělostřeleckých věží s kanóny ráže 127 mm o dvě. Vynechány byly dvě věže stojící po stranách zadní nástavby a naopak byla posílena protiletadlová výzbroj menších ráží.
Loď bojovala v letech 1943–1945 na pacifickém bojišti, přečkala válku bez úhony a čtyři roky po jejím skončení byla vyřazena ze služby. Na prahu 60. let byla sešrotována.